# Уповац
Уповац је насељено мјесто у граду Високом, Босна и Херцеговина.

## Становништво
|                      | 2013.        | 1991.         | 1981.         | 1971.         |
| Укупно               | 520 (100,0%) | 498 (100,0%)  | 469 (100,0%)  | 372 (100,0%)  |
| Бошњаци              | 510 (98,08%) | 498 (100,0%)1 | 462 (98,51%)1 | 372 (100,0%)1 |
| Босанци              | 6 (1,154%)   | –             | –             | –             |
| Босанци и Херцеговци | 4 (0,769%)   | –             | –             | –             |
| Југословени          | –            | –             | 7 (1,493%)    | –             |

1. 1 На пописима од 1971. до 1991. Бошњаци су пописивани углавном као Муслимани.